# Aquàrium de Vancouver
L'Aquàrium de Vancouver, (en anglès Vancouver Aquarium Marine Science Centre) és un aquari marí situat al Stanley Park a Vancouver a Colúmbia Britànica al Canadà. És l'aquari més gran del Canadà. Gràcies a un creixement tranquil, l'aquari de Vancouver ha esdevingut el més gran del Canadà i el cinquè a Amèrica del Nord.
L'aquari de Vancouver s'estén sobre aproximadament nou mil metres quadrats i protegeix més de 70000 animals aquàtics (xifra de 2005) que es reparteixen en els 9500 m³ d'aigua de les diferents basses. L'aquari, que és obert 365 dies anualment, compta amb 355 empleats i 890 de voluntaris actius, i ha comptat prop de trenta milions de visitants d'ençà la seva obertura. El seu pressupost anual de funcionament és de vint milions de dòlars canadencs.
L'Associació de l'Aquàrium públic de Vancouver (Vancouver Public Aquarium Association) que ha estat constituïda el 1950, explota l'aquàrium de Vancouver sota la forma d'una organització sense finalitats lucratives i de manera autofinançada (no rep cap subvenció pública). Considerat oficialment com el primer aquari públic al Canadà, va obrir les portes el 15 de juny de 1956.